# Bahnhof Harzgerode

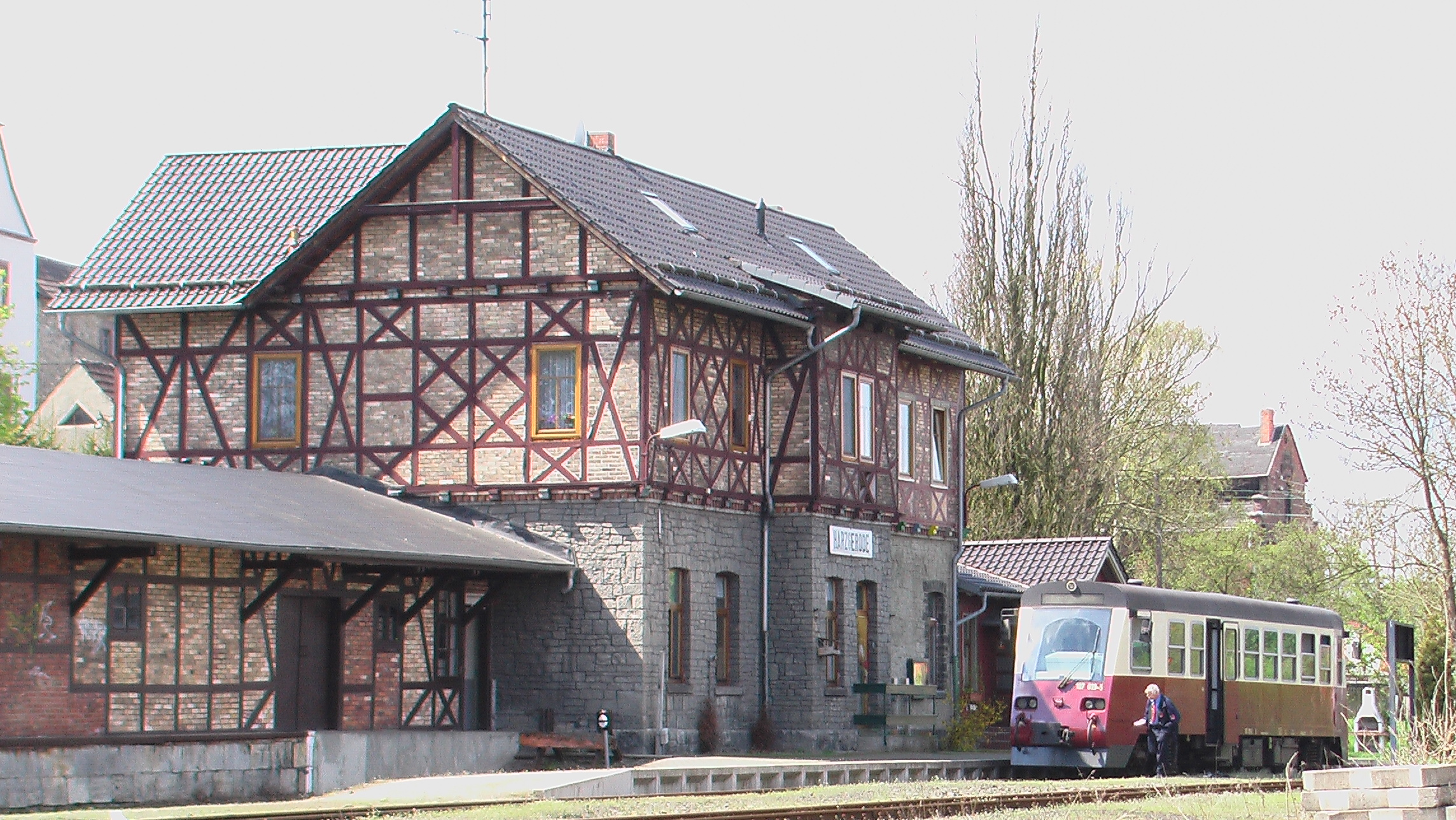
Bahnsteig mit Triebwagen, 2008

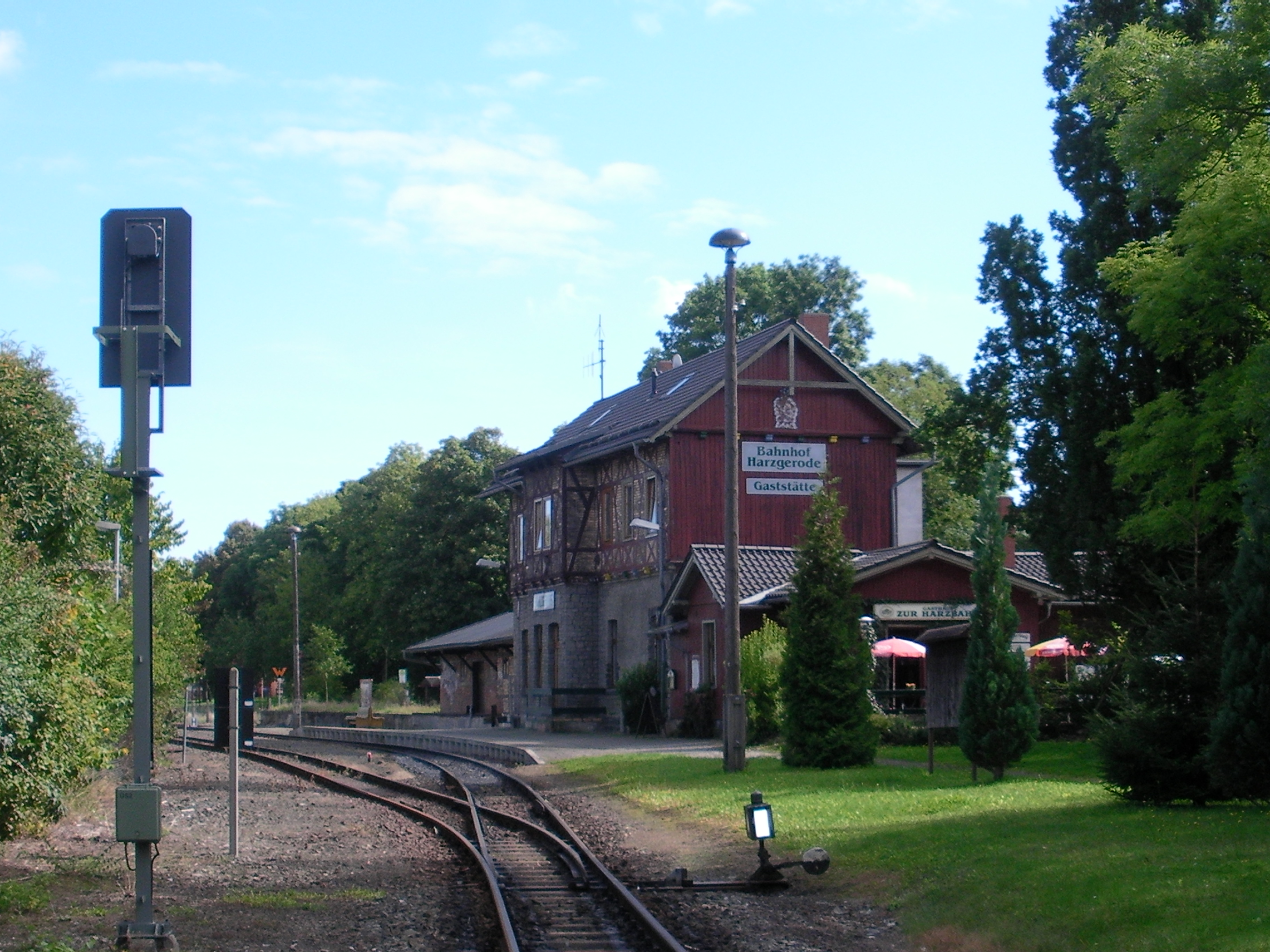
2010

Der Bahnhof Harzgerode ist ein denkmalgeschützter Bahnhof an der Selketalbahn in der Stadt Harzgerode in Sachsen-Anhalt im Harz.

## Lage
Er befindet sich nördlich unterhalb der Altstadt von Harzgerode an der Adresse Bahnhof 1–2. In der Vergangenheit bestand auch die Adressierung Am Bahnhof 1.

## Architektur und Geschichte
Der Bahnhof wurde nach Fertigstellung der Bahntrasse als Kopfbahnhof der Selketalbahn in den Jahren 1895/96 auf einer Höhe von 387 Metern erbaut. Trotz der späteren Erweiterung der Selketalbahn ab Alexisbad in Richtung Stiege (Harz) blieb der Bahnhof die Endstation des nach Harzgerode führenden Streckenabschnitts. Das Empfangsgebäude ist zweigeschossig ausgeführt und lehnt sich in seiner Gestaltung an traditionelle Bauformen der Region an. Während das Erdgeschoss massiv ausgeführt ist, wurde das obere Geschoss in Fachwerkbauweise gebaut.
Zur Bahnhofsanlage gehörte ein einständiger Lokschuppen, eine Drehscheibe, ein Kohlendepot sowie eine Wasserstation mit zwei Wasserkränen. Es entstand auch ein Güterschuppen, eine feste Laderampe sowie zwei Freiladegleise. Über Anschlussgleise waren eine Ziegelei und die Harzgeroder Eisenwerke angeschlossen. Bereits 1907 wurde die Drehscheibe wieder entfernt. Der Lokschuppen verschwand 1971. 1986 wurde der Rollbockverkehr eingeführt und die Gleisanlage entsprechend umgebaut.
Am 10. März 1977 war der Bahnhof Harzgerode Ausgangspunkt für ein Zugunglück auf der Selketalbahn. Ein mit Aluminium-Barren für den VEB Druckguss- und Kolbenwerke beladener, mit einer Dampflok betriebener Zug war im Bahnhof versehentlich beim Rangieren nicht korrekt an die Bremsdruckleitung angeschlossen worden. Der Zug setzte sich danach unkontrolliert auf der abschüssigen Strecke in Richtung Alexisbad in Bewegung und konnte durch die Lok nicht abgebremst werden. Der Zug entgleiste im Langen Tal, die Zugbesatzung konnte von der Lok abspringen und überlebte.
Im örtlichen Denkmalverzeichnis ist der Bahnhof unter der Erfassungsnummer 107 15046 als Baudenkmal verzeichnet.
Im Bahnhof besteht die Bahnhofsgaststätte „Zur Harzbahn“.